# Aegiphila schimpffii
Aegiphila schimpffii là một loài thực vật có hoa trong họ Hoa môi. Loài này được Moldenke mô tả khoa học đầu tiên năm 1937.